# 亨利·沙马丹
亨利·沙马丹（法語：Henri Chammartin，1918年7月30日—2011年5月30日），瑞士男子马术运动员。他曾代表瑞士参加1952年、1956年、1960年、1964年和1968年夏季奥林匹克运动会马术比赛，获得一枚金牌、二枚银牌和二枚铜牌。